# Metodologický anarchismus
Metodologický anarchismus (angl. methodological nebo epistemological anarchism, něm. methodologischer Anarchismus) je sociologická teorie Paula Feyerabenda týkající se filozofie vědy. Reaguje na dřívější názory a publikace K. R. Poppera, T. S. Kuhna a I. Lakatose. Podle Feyerbenda je anarchismus pro lidské poznání přínosnější než běžné koncepce založené na pevně stanovených pravidlech. Tento názor je podpořen výzkumem historického vývoje vědy a vědění.
Název anarchismus v tomto případě reflektuje metodologický pluralismus, protože žádná metoda, jakkoli přesvědčivá, nezaručuje pravdivé či potřebné výsledky. Kvůli tomu je podle Feyerabenda třeba používat mnoha různých metod, dokonce takových, které se zdají být v rozporu s obecně přijímanými hypotézami a fakty. Jakékoliv řešení či strategie se v určitých podmínkách může hodit, a proto je přípustná. To shrnuje princip "anything goes".
Metodologický anarchismus bývá někdy označován také jako epistemologický či teoretický anarchismus. Feyerabend upřednostňuje termín metodologický dadaismus.

## Vliv na vznik
Vznik metodologického anarchismu ovlivnila především tzv. klasická německá filozofie a Wittgensteinova problematika jazykových (řečových) her. Dále pak představa romantického génia, který si může sám rozhodovat o pravidlech svého bádání. Podkladem pro Feyerabenda byly také znalosti historie, matematiky a astronomie, nabyté studiem ve Vídni.

## Význam
Metodologický anarchismus má antiscientistický charakter. Fayerabend považuje potvrzené teorie za nezajímavé, na druhou stranu u vyvrácených lze dále pátrat např. po důvodu, proč se nepotvrdily apod. Feyerabend vyzdvihuje význam na příkladu nevědeckých či metafyzických teorií, protože ty nám právě nabízejí alternativu k teoriím, které již existují. Vědu lze budovat nejen na základě empirických poznatků, ale také kontra-induktivně (pomocí vytváření i značně absurdních alternativ).
Podle metodologického anarchismu si věda (jakožto instituce) vytvořila monopol na rozhodování o tom, co je pravé poznání a co je a není společnosti či lidstvu prospěšné. Avšak nemáme k dispozici prostředky ke zjištění, jaký by byl život bez vědeckého pokroku, založený jen na mýtech nebo např. víře v čarodějnictví. Naopak věda má mnohem blíže k mýtu než si jsou někteří filozofové vědy ochotni přiznat.
Věda je podle Feyerabenda spíše institucí a musí řídit stejnými pravidly přežití, jako jakákoliv jiná byrokratická struktura. Vědci se řídí fixně danými normami a právě kvůli tomu jsou odsunuty stranou jiné formy vědění a vidění světa. Tyto normy však mohou vědeckému pokroku i škodit, proto jsou podle metodologického anarchismu všechny normy práce či formy racionality podmíněné. Žádná univerzální racionalita nefunguje, její hledání vede k přístupu, že "vše je přípustné" (teze "anything goes"), myšleno v kognitivním (ne etickém) slova smyslu.
Z toho tedy vyplývá, že jakákoliv strategie, řešení či teze může sehrát roli ve vývoji vědění, i když přímo nevyplývá z logiky objevování nebo ze zákonitostí vývoje vědy. Žádnou teorii tak nemůžeme odmítnout, i kdyby byla naprosto absurdní, jelikož by mohla přispět k vývoji.
Metodologický anarchismus tak přináší do oblasti sociologie vědění velmi zajímavé úvahy.

## Další zastánci
Mezi podporovatele filozofů jako Feyerabend patřil např. Terence McKenna. Imre Lakatos, který navrhl a podporoval Feyerabenda v napsání knihy Against Method na základě jeho filozofie nebo Ian Hacking, který napsal této knize úvod a chválil knihu slovy: "Je to více než kniha, je to událost."
Mimo jiné se z Feyerabendova pojetí vyvozuje sociologické konsekvence také J. Niznik. McCloskey se pak snaží anarchismus přinést do ekonomické teorie.